# SCコリンチャンス・アラゴアーノ
SCコリンチャンス・アラゴアーノ (ポルトガル語: Sport Club Corinthians Alagoano) は、ブラジル・アラゴアス州マセイオを本拠地とするサッカークラブである。1991年設立。

## 獲得タイトル

### 国内タイトル
- カンピオナート・アラゴアーノ・セリエA : 1回
  - 2004

- カンピオナート・アラゴアーノ・セリエB : 2回
  - 1994, 1997

### 国際タイトル
なし

## 歴代所属選手
- ドゥッダ 1997
- / ペペ 2000-2001
- セルジーニョ・バイアーノ 2000-2001, 2006, 2008
- ネット・バイアーノ 2001
- ゼ・カルロス 2002
- マルシオ・アラウージョ 2003
- ファビオ 2003-2005
- マルコス・アントニオ 2004-2006
- エドアルド 2005, 2006
- アレシャンドレ・ダ・シルバ・ガブリエル 2005-2006
- ルイス・グスタヴォ 2005-2006
- レイナウド 2005-2007, 2008
- エウピジオ・ペレイラ・ダ・シルバ・フィーリョ 2006
- エジナウド 2006
- アレシャンドレ・グラール 2006, 2009
- トジン 2008, 2009
- レナート・シルバ 2009
- チコ 2009
- アフォンソ 2010
- カターニャ 2010
- ファグネル 2010, 2011
- エブソン 2013-2014